# Ryuson Chuzo Matsuyama
Ryuson Chuzo Matsuyama (松山 忠三, Matsuyama Chūzō, 1880 – 1954) foi um artista japonês que trabalhou na Inglaterra durante a primeira metade do século XX.

## Vida e arte
Ryuson Chuzo Matsuyama nasceu em Aomori, Japão, em 1880.
Por volta de 1911, ele viajou para a Inglaterra para desenvolver suas habilidades em aquarela, tornando-se membro de um significante grupo de artistas japoneses que trabalhava em Londres nos anos que antecederam a Primeira Guerra Mundial, interagindo com os artistas expatriados Urushibara Mokuchu, Yoshio Markino e Kurihara Chuji. Durante os anos de guerra, ele trabalhou com a Cruz Vermelha Britânica dando suporte e entretenimento para soldados feridos primeiramente através da arte e do ofício da pintura de laca, e depois através de exibições de Judo e Kendo na Kitchener House in Hyde Park e na Richmond House, Surrey. Ao contrário da maioria da comunidade japonesa, que retornou para o país de origem como resultado da do clima antijaponês durante a Segunda Guerra Sino-Japonesa e Segunda Guerra Mundial, Matsuyama continuou na Inglaterra, sendo naturalizado cidadão inglês em 1947.
Ryuson Chuzo Matsuyama estudou na Chelsea College of Art and Design enquanto trabalhava como pintor decorativo, restaurador e reparador de laca. Ele expôs suas aquarelas muitas vezes com a comunidade japonesa residente na Inglaterra, incluindo o Clube Japonês na Praça Cavendish, como é relatado pelo jornal londrino da comunidade japonesa Nichiei Shinshi. Matsuyama também foi um membro ativo do mundo artístico britânico, expondo a partir de 1916 na Academia Real Inglesa, na Academia Real Escocesa, na National Portrait Gallery e em outras galerias regionais. Ele foi membro da sociedade de artistas Holborn e foi eleito associado da Sociedade de Aquarela Britânica - uma honra que Ryuson Chuzo Matsuyama foi obrigado a abdicar em 1947, após a Segunda Guerra Mundial.
As produção artística de Matsuyama variou de naturezas mortas florais e representações de interiores para representações delicadas de paisagens do campo inglês, muitas vezes cuidadosamente com anotações da data e da localização. Ele ficou mais conhecido por suas paisagens, pinturas de cenas de Londrês e Surrey, particularmente da área que rodeava sua cada em South Holmwood, próximo a Dorking. Ele também realizou passeios de pintura por Cornualha, North Wales e Lake District, no entanto, parece nunca ter podido dedicar sua vida inteiramente a pintura, tirando seu sustento da pintura decorativa em casas de campo, e, a partir de 1926, trabalhando integralmente como pintor de cenários nos teatros de West End.